# Erythrina guatemalensis
Erythrina guatemalensis är en ärtväxtart som beskrevs av Krukoff. Erythrina guatemalensis ingår i släktet Erythrina och familjen ärtväxter. Inga underarter finns listade i Catalogue of Life.